# 河南省科学技术厅

河南省科学技术厅是中华人民共和国河南省人民政府主管省内科学技术相关工作的组成部门。

## 机构沿革
河南省科学技术厅前身为1958年9月设立的“河南省科学工作委员会”，同年12月更名为“河南省科学技术工作委员会”，1959年5月又更名为“河南省科学技术委员会”。2000年6月3日，根据中共河南省委提出的《河南省人民政府机构改革实施意见》，原河南省科学技术委员会更名为河南省科学技术厅。

## 机构设置
河南省科学技术厅下设以下机构：

### 内设机构
- 办公室
- 人事处（离退休干部工作处）
- 电子信息科技处
- 先进制造与自动化科技处
- 新材料科技处
- 新能源与交通科技处
- 生物技术与医药科技处
- 资源环境与社会事业科技处
- 现代农业农村科技处（省农业科技园区管理办公室）
- 科技企业与现代服务业科技处
- 战略规划与政策法规处（省国防动员委员会科技动员办公室）
- 科技项目统筹推进处
- 科技监督与诚信建设处（省科学技术奖励工作办公室、审计处）
- 实验室与平台基地建设处
- 基础研究处
- 科技人才与科普处（省中国科学院、中国工程院院士工作办公室）
- 科技成果转化与区域创新处（省技术市场管理办公室、郑洛新国家自主创新示范区工作办公室）
- 科技合作处
- 河南省外国专家局
- 机关党委

### 厅属单位
厅属事业单位
- 河南省科学技术情报中心
- 河南省科研平台服务中心
- 河南省科技创新促进中心
- 河南省科学技术交流中心

直属企业
- 河南省科学器材供应中心
- 《创新科技》杂志社

其他
- 河南省计算中心有限责任公司
- 河南省计算机应用技术研究所有限公司
- 河南省农村科学技术开发中心有限责任公司

## 历任领导
| 厅长 - 姚聚川（2000年7月-2006年） - 赵 琛（2006年-2011年） - 贾 跃（2011年-2015年9月） - 张震宇（2015年9月-2018年3月） - 马 刚（2018年3月-2021年1月） - 陈向平（2021年6月-2023年3月） - 张锐（2023年5月-） | 党组书记 - 姚聚川（2000年7月-2006年） - 赵 琛（2006年-2011年） - 黄布毅（2011年-2015年8月） - 赵建军（2015年8月-2017年11月） - 马 刚（2017年11月-2021年1月） - 王忠梅（2021年1月-2021年5月） - 陈向平（2021年6月-2023年3月） - 张锐（2023年5月-） |